# Quagliotti
Quagliotti is een historisch merk van motorfietsen.
De bedrijfsnaam was Motocicli Carlo Quagliotti, Torino.
Het gaat hier om een Italiaans merk van Carlo Quagliotti die 2- en 3 pk eencilinders en 5 pk V-twins bouwde. De motoren kwamen (in elk geval deels) van Peugeot. De productie liep van 1902 tot 1907.